# Selenografie

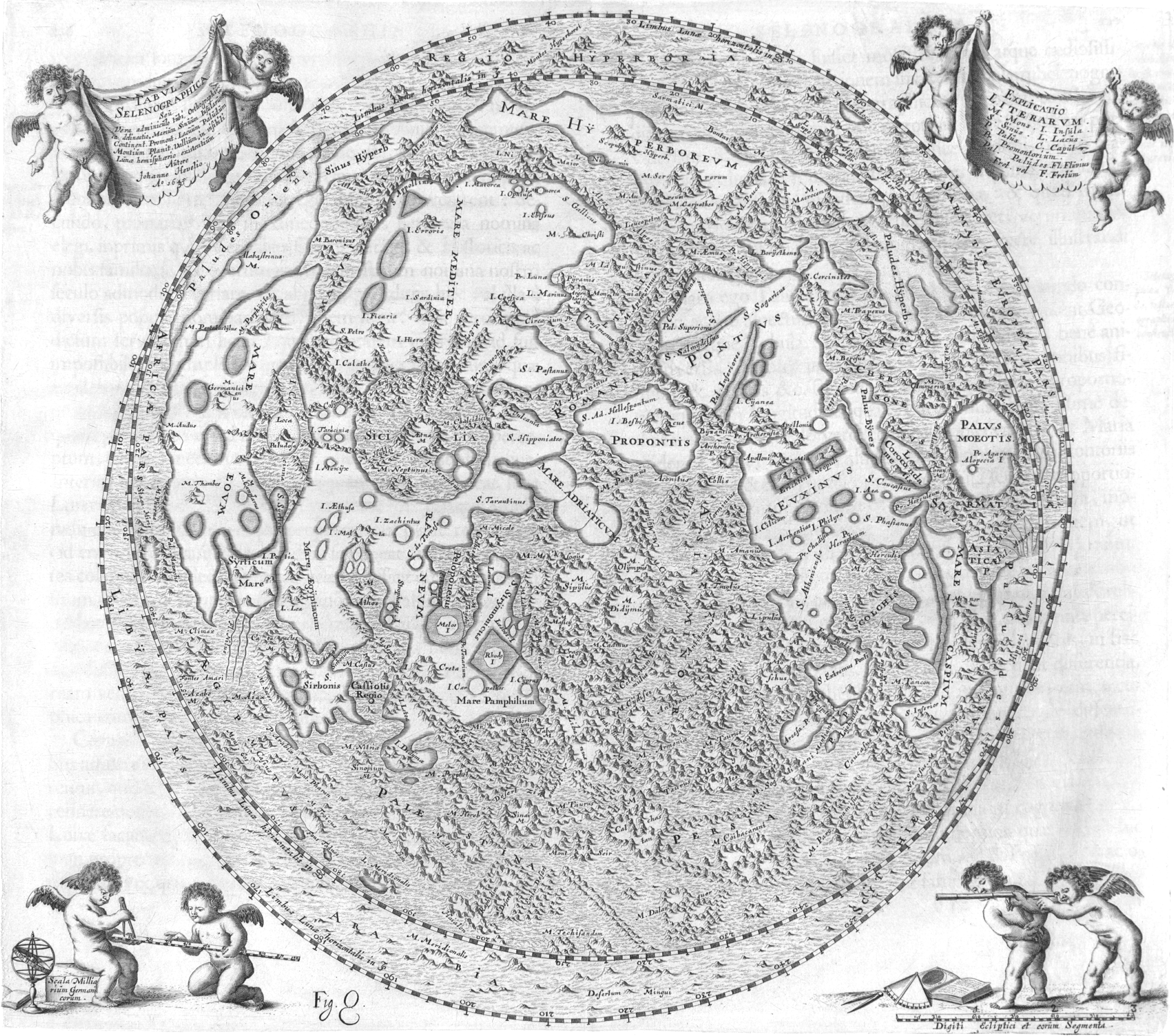
Maankaart van Hevelius (1647).

Selenografie (van het Oudgriekse selḗnē (σελήνη) = maan en gráphein (γράφειν) = beschrijven) of maanbeschrijving is de wetenschap die het oppervlak en het reliëf van de Maan bestudeert, het maken van globes, kaarten en atlassen (cartografie), alsook het maken van detailrijke tekeningen en foto's van het telescopisch waargenomen maanoppervlak, en het geven van benamingen (nomenclatuur) aan oppervlakteformaties.

## Alfabetisch register van selenografen

### A
- Mikhail Abgarian (astrofotograaf / maanfotograaf) (Astronominsk Team)[1]
- Keith W. Abineri (1920-2007) (Hugh Percy Wilkins en Patrick Moore gaven aan krater Strabo A, omstreeks Mare Humboldtianum, de benaming Abineri)[2]
- Robert Abraham[3]
- J. Adams[4] (ontdekker van twee zoeklichtstraal-achtige verschijningen op de vloer van krater Plato)
- Leo Aerts (astrofotograaf / maanfotograaf, Vereniging Voor Sterrenkunde, VVS)[5]
- Ralph Aeschliman[6]
- Dinsmore Alter (Hugh Percy Wilkins gaf aan krater Albategnius G de benaming Alter)[7]
- Filipe Alves (auteur van Color Moon Map)[8]
- Geoff W. Amery[9]
- Karel Anděl
- Richard Andree (1835-1912)
- Poon Seng Ang (co-auteur Photographic Atlas of the Moon, 2002, in samenwerking met Siew Meng Chong en Albert C. H. Lim)
- Eugène Michel Antoniadi (E. M. Antoniadi introduceerde de benaming Deslandres[10] voor de onregelmatige walvlakte ten zuidoosten van Mare Nubium, die eerder door Philipp Johann Heinrich Fauth Hörbiger werd genoemd)
- Brent A. Archinal (ruimtevaartgerelateerde maancartografie)
- A. T. Arcimis (Astronomia Popular, Barcelona - 1901).[11]
- Christian Arsidi (astrofotograaf / maanfotograaf)
- David "Dai" Arthur / David William Glyn Arthur[12] (Patrick Moore gaf aan krater Anaximander C de benaming Arthur)[13]
- Milton Aupperle (astrofotograaf / maanfotograaf)
- Anthony Ayiomamitis (astrofotograaf / maanfotograaf)
- Ecleido Azevedo (planetenfotograaf / maanfotograaf)

### B
- Francesco Badalotti (maanfotograaf, onderzoeker van koepelheuvels op de maan)
- L.F. Ball[14] (de ontdekker van het rijtje van drie aaneengesloten kratertjes (Encke M) ten oosten van de grotere krater Encke in Oceanus Procellarum) (Hugh Percy Wilkins en Patrick Moore gaven aan de krater Endymion B nabij de walvlakte Endymion de benaming L.F.Ball)[2]
- David P. Barcroft (1897-1974)[15] (Hugh Percy Wilkins gaf aan krater Dollond B de benaming Barcroft)[16]
- Robert Barker (1873-1966) (onderzocht de trapeziumvormige formatie Barker's Quadrangle in het zuidoostelijk gedeelte van Mare Crisium)[17] (Hugh Percy Wilkins gaf aan krater Sasserides A de benaming Barker)[18]
- Edward M. Barr (nam in 1963 samen met James Clarke Greenacre roodkleurige Transient Lunar Phenomena waar in de buurt van de inslagkrater Aristarchus)
- James C. Bartlett, Jr. (onderzoeker van Transient Lunar Phenomena[19]) (Patrick Moore gaf aan een krater omstreeks Mädler's Square, nabij Fontenelle aan de noordelijke rand van Mare Frigoris, de benaming Bartlett)[20]
- Richard M. Baum[21] (Hugh Percy Wilkins gaf aan krater Sven Hedin F de benaming Baum)[22]
- Sally Beaumont (tekenares van telescopisch waargenomen details op de maan, zie Peter T. Wlasuk's boek Observing the Moon)
- Wilhelm Wolff Beer (1797-1850)
- Cor Berrevoets (astrofotograaf / tekenaar van telescopisch waargenomen details op de maan / uitvinder van Registax)
- Giuseppe Biancani (1566-1624)
- Francesco Bianchini (1662-1729)
- William Radcliffe Birt (1804-1881)
- Mary Adela Blagg (1858-1944) (Mary A. Blagg introduceerde de benaming Montes Spitzbergen voor de heuvelgroep ten noordnoordwesten van de walvlakte Archimedes in het oostelijk gedeelte van Mare Imbrium)[23]
- William Blair (Boeing Institute of Biotechnology) (W. Blair ontdekte op een hogeresolutiefoto afkomstig van Lunar Orbiter 2 een groepje rotsblokken waar enkele exemplaren ervan ongewoon lange schaduwen vertoonden. De pers kreeg lucht van deze ontdekking en aldus ontstond een verhaal alszouden er op de maan missielen klaar staan om afgevuurd te worden. Sindsdien kreeg dit groepje rotsblokken de naam Blair cuspids, Naalden van Blair)[24]
- Scriven Bolton (1888-1929)[25] (Hugh Percy Wilkins gaf aan een krater nabij de westelijke rand van de maan de benaming Bolton)[22]
- William Cranch Bond (1789-1859) (pionier van de maanfotografie, in samenwerking met John Adams Whipple)
- Christoforo Borri / Christopher Borrus (1583-1632)
- Bougon[14]
- David E. Bowker (Lunar Orbiter Photographic Atlas of the Moon[26]) (in samenwerking met J. Kenrick Hughes)
- Melchior à Briga (ontwierp in 1747 een maankaart)[27]
- Frederick Brodie[28]
- B. Burrell (Hugh Percy Wilkins gaf aan een krater omstreeks de zuidwestelijke sector van Oceanus Procellarum de benaming Burrell)[22]
- Ben Bussey (co-auteur The Clementine Atlas of the Moon, 2004 / 2012, in samenwerking met Paul Spudis)
- Charles J. Byrne (auteur van The Lunar Orbiter Photographic Atlas of the Near Side of the Moon (Springer, 2005) en The Far Side of the Moon, a photographic guide (Springer, 2008)

### C
- Vincent de Callataÿ (auteur van Atlas de la Lune, Astronomie, Astronautique, 1962, in samenwerking met de astronoom Audouin Dollfus)
- Winifred Sawtell Cameron (1918-2016) (onderzocht Transient Lunar Phenomena)
- John Rand Capron (1829-1888) (nam Hermann Klein's nieuwe krater Hyginus N waar en maakte gedetailleerde tekeningen van het gebied van Rima Hyginus en van J. N. Krieger's en R. König's Schneckenberg, waaruit geconcludeerd kon worden dat er van een nieuwe krater helemaal geen sprake was)[29] (John Rand Capron bestudeerde ook de indrukwekkende poollichtverschijning van 17 november 1882, waarbij een merkwaardig boogvormig, straalvormig (of spoelvormig) verschijnsel werd waargenomen dat ook door Edward Maunder werd gerapporteerd)
- James Carpenter (1840-1899) (werkte samen met James Nasmyth aan driedimensionele weergaven van het maanoppervlak, waarbij vooral aandacht werd geschonken aan de schaduwwerking van kraterranden en bergpieken)
- Giovanni Domenico Cassini
- Jean Chacornac (Chacornac beschreef het verschijnsel van de onzichtbaarheid van de rand van de walvlakte Schickard als men zich in het midden ervan zou bevinden, te wijten aan de kleinere diameter van de maan)[30]
- A. Chapuis (co-auteur van Carte Générale de la Lune, in samenwerking met M. M. Lecouturier, 1860)
- Patrick Chevalley (Virtual Moon Atlas, VMA, 2003) (in samenwerking met Christian LeGrand)
- Siew Meng Chong (co-auteur Photographic Atlas of the Moon, 2002, in samenwerking met Poon Seng Ang en Albert C. H. Lim)
- António Cidadão (MOON-"Light" atlas, in A.Cidadão's Home-Page of Lunar and Planetary Observation and CCD Imaging)[31]
- Roland Lebeg Townley Clarkson (1889-1954) (Hugh Percy Wilkins gaf aan krater Gassendi A, ten noorden van Mare Humorum, de benaming Clarkson)[32]
- Maurice J. S. Collins (co-auteur van 21st Century Atlas of the Moon, in samenwerking met Charles A. Wood) (M.J.S.Collins bedacht de benaming Shannen Ridge voor een radiale oppervlakteformatie gerelateerd aan het inslagbekken van Mare Imbrium) (Shannen Ridge bevindt zich ten zuiden van de oostelijke uitloper van Mare Frigoris, ter hoogte van Eudoxus, Lacus Mortis, Mason, Plana, en Williams)[33]
- David W. Cook (ontwierp in 1969 de maankaart The Earth's Moon voor National Geographic)
- Jeremy Cook[34]
- Strathmore R. B. Cooke (1907-1985)[35]
- H. Corder (onderzocht het raadselachtige kratertje Linné in Mare Serenitatis, en maakte daar tekeningen van)[36]
- William Crookes (pionier van de maanfotografie)
- Charles A. Cross (maankaarten in het boek The Moon, Patrick Moore & Charles A. Cross, Mitchell Beazley Publishers, 1981)
- Robert E. Curtiss (ontdekte tijdens het telescopisch waarnemen van de maan een lichtgevend Maltezer kruis (een Pareidolie in de vorm van een kruis) omstreeks Fra Mauro zeta, Fra Mauro ζ)

### D
- Maurice Darney (1882-1958) (onderzocht samen met Gabriel Delmotte het verschijnsel elliptische velden op de maan, en zette ze in kaart)
- Bruno Daversin (astrofotograaf / maanfotograaf)
- Don Davis / Donald E. Davis (ontwierp gedetailleerde kaarten van het maanoppervlak voor de U.S. Geological Survey)[37]
- Ernst Debes (1840-1923) (van Ernst Debes is de benaming Montes Jura afkomstig, de boogvormige bergketen aan de noordwestelijke rand van Sinus Iridum)[38]
- Bart Declercq (maanfotograaf)
- Warren de la Rue (1815-1889) (pionier van de maanfotografie)
- Gabriel Delmotte (1876-1950) (onderzocht samen met Maurice Darney het verschijnsel elliptische velden op de maan, en zette ze in kaart) (aanzag de stralenkrater Tycho als een pseudo-zuidpool van de maan)
- Ivo Demeulenaere (zonnewaarnemer / maanwaarnemer met aandacht voor de dag-nachtgrens op de maan)
- Tony Dethier (auteur van Maanmonografieën, Vereniging Voor Sterrenkunde, VVS, 1989)
- Th. Dickert (ontwierp circa 1850 een maanglobe met diameter 19 voet)[39]
- Dominique "Dodi" Dierick (astrofotograaf / maanfotograaf, Vereniging Voor Sterrenkunde, VVS)
- Eustachio Divini (1610-1685)
- Dobie (bestudeerde de kleine kratertjes waaruit de formatie Stadius in Sinus Aestuum bestaat)[40]
- David "Shaihulud" Dominé (astrofotograaf / maanfotograaf)
- Jean Dragesco (astrofotograaf / maanfotograaf, auteur van het boek High Resolution Astrophotography, 1995)

### E
- Colin Ebdon (medewerker handboek Philip's Moon Observer's Guide, 2003)
- Rainer Ehlert (astrofotograaf / maanfotograaf)
- Georg Christoph Eimmart (1638-1705)
- Farouk El-Baz / The King (leidinggevend geoloog gedurende NASA's Apolloprogramma, The King leerde de Apollo astronauten de kunst van het herkennen en het wetenschappelijk observeren van het maanoppervlak, alsook het fotograferen van onderzoekwaardige details)[41]
- Thomas Gwyn Empy Elger (1836-1897)[42]
- Agapios Elia (astrofotograaf / maanfotograaf)[43]
- E. F. Emley (onderzoeker van divergerende stralen afkomstig van inslagkraters die zich net achter de rand van de maan bevinden)[44] (Hugh Percy Wilkins gaf aan krater Capuanus E de benaming Emley)[45]
- Howard Eskildsen (zonnefotograaf / maanfotograaf)
- T. H. E. C. Espin (Thomas Henry Espinell Compton Espin) (1858-1934)[21]
- Ronald Ellwin Evans, Jr. (Command Module Pilot van Apollo 17, gaf beschrijvingen van de door hem waargenomen details op het maanoppervlak, gedurende zijn verblijf in de Command Module America die in een baan om de maan draaide tijdens de maanwandelingen van CDR Eugene Cernan en LMP Harrison Schmitt)

### F
- Philipp Johann Heinrich Fauth (1867-1941) (gaf aan de walvlakte Deslandres, ten zuidoosten van Mare Nubium, de benaming Hörbiger)[38] (de benaming Hörbiger, naar Johannes "Hanns" Evangelist Hörbiger (1860-1931)[46] is nog steeds te zien op Hans Schwarzenbach's Hallwag-maankaart)
- Leon Fenet (tekenaar van de maankaart Carte Générale de la Lune van Casimir Marie Gaudibert, 1890)
- Laurent Ferrero[47]
- Gilbert Fielder[48]
- Valdemar Axel Firsoff (1912-1981) (ontdekte op 25 juni 1955 een verschijnsel dat leek op mist in krater Theophilus[49], en op 15 juli 1955 een pseudo centrale piek in krater Herodotus[50])
- Camille Flammarion
- Peter W. Foley[51]
- Francesco Fontana (1585-1656)
- Harry S. Ford[52]
- John W. Fountain (medewerker van Gerard P. Kuiper's en Ewen A. Whitaker's Consolidated Lunar Atlas[53])
- G. en F. Fournier[54]
- Julius Heinrich Franz (1847-1913)

### G
- Galileo Galilei
- James Quincy "Doc" Gant (1906-1989, Amerikaans amateur astronoom en selenograaf) (de komvormige krater Archimedes A kreeg van Hugh Percy Wilkins de benaming Gant, echter tijdelijk, daar de Internationale Astronomische Unie (IAU) aan deze krater de officieel erkende benaming Bancroft gaf)
- Pierre Gassendi
- Casimir Marie Gaudibert (1823-1901)
- William Gilbert
- Walter Goodacre (1856-1938)[55]
- Yuri Goryachko (astrofotograaf / maanfotograaf) (Astronominsk Team)[56]
- Samuel Morris Green (1921-1944)[57]
- James Clarke Greenacre (1914-1994) (nam in 1963 samen met Edward Barr roodkleurige Transient Lunar Phenomena waar in de buurt van de inslagkrater Aristarchus)
- Peter Grego (auteur van het handboek Philip's Moon Observer's Guide, 2003)
- Jérôme Grenier (samensteller van de online Atlas Photographique de la Lune V2)[58]
- Francesco Maria Grimaldi (1618-1663)
- Jerry Grover (Manchester Astronomical Society - Moon Colour)[59]
- C. Gruenfeld (ontwierp geboetseerde weergaven van hemisferen van de maan)
- Franz von Paula Gruithuisen (de ontdekker van de zogenaamde maanstad ten noorden van de krater Schröter nabij Sinus Aestuum)[60]

### H
- Walter H. Haas (1917-2015) (stichter van de ALPO, Association of Lunar and Planetary Observers) (in Hugh Percy Wilkins's en Patrick Moore's The Moon werd de benaming Haas gegeven aan de komvormige krater Pico E in het noordelijk gedeelte van Mare Imbrium)
- Hallowes (in Hugh Percy Wilkins's en Patrick Moore's The Moon is Hallowes vermeld alszijnde een Engelse selenograaf) (een krater ten zuidoosten van Zeno kreeg van H.P.Wilkins de benaming Hallowes)
- Richard Handy (co-auteur van het boek Sketching the Moon, an astronomical artist's guide, Springer, 2012)
- Thomas Harriot
- William Kenneth Hartmann (ontwierp een methode om de ware vorm van Mare Orientale te ontdekken door middel van de projectie van een foto van de volle maan op een witte globe)[61]
- Henry Hatfield / Commander Hatfield[62]
- Hauet (1878-1933) (in Hugh Percy Wilkins's en Patrick Moore's The Moon is Hauet vermeld alszijde een Franse selenograaf) (de krater Wurzelbauer D kreeg van H.P.Wilkins de benaming Hauet)
- R. Hayward (ontwierp geboetseerde weergaven van hemisferen van de maan)
- James W. Head (Atlas of Lunar Sinuous Rilles[63], in samenwerking met Debra M. Hurwitz en David A. Kring)
- Maximilian Hell
- Alika K. Herring (1913-1997) (medewerker van het blad Sky and Telescope)
- William Herschel (bekend als astronoom, W. Herschel was echter ook een maanwaarnemer en maakte beschrijvingen en schetsjes van hetgeen hij waarnam)[64]
- Johannes Hevelius
- Wes Higgins (astrofotograaf / maanfotograaf)
- Harold Hill (1920-2005) (auteur van het boek A Portfolio of Lunar Drawings, Cambridge University Press, 1991)
- Richard "Rik" Hill (maanfotograaf)[65]
- Philippe de La Hire
- E. S. Holden (Lick Observatory Atlas of the Moon)
- Robert Hooke
- J. Kenrick Hughes (Lunar Orbiter Photographic Atlas of the Moon[26]) (in samenwerking met David E. Bowker)
- Debra M. Hurwitz (Atlas of Lunar Sinuous Rilles[63], in samenwerking met James W. Head en David A. Kring)
- Christiaan Huygens

### I
- Ingall (nam in 1865 gedurende volle maan een groenachtige kleur in Mare Crisium waar, speckled with minute dots and streaks of light)[66]

### J
- Anthony Jennings (Manchester Astronomical Society, Moon Colour)[67]
- Luke Jerram (kunstenaar Luke Jerram is de bedenker van de opblaasbare bolvormige maanatlas met diameter 7 meter (Museum of the Moon). Het oppervlak van deze maanbol toont een naadloos sfeervormig samengesteld overzicht van hogeresolutiefoto's afkomstig van de Lunar Reconnaissance Orbiter (LRO). Deze maanbol, die louter als kunstobject beschouwd dient te worden, kan ook als didactisch materiaal gebruikt worden om het bekraterde oppervlak van de maan te leren begrijpen en te herkennen. Alhoewel Luke Jerram's Museum of the Moon een imposant vertoonsel is, is het toch ondergeschikt aan de opblaasbare maanbol met diameter 25 meter die in 2009-2010 werd opgehangen in de Gasometer van Oberhausen. Deze reusachtige bol toonde een sfeervormig samengesteld overzicht van maanfoto's afkomstig van de Clementine sonde die in 1994 rond de maan draaide).
- Antoine van der Jeugt (Marswaarnemer / maanwaarnemer, medewerker van Tony Dethier's Maanmonografieën, Vereniging Voor Sterrenkunde)
- Andrew Johnson (The Art of Drawing the Moon, based upon an article, originally published in The Strolling Astronomer, Volume 37, N°1, May 1993)[68]

### K
- John Keill (1671-1721)
- Deirdre Kelleghan (co-auteur van het boek Sketching the Moon, an astronomical artist's guide, Springer, 2012)
- Johannes Kepler (1571-1630)
- M. Ketelslegers (maankaart in vier quadranten, in het boek Maanmonografieën van Tony Dethier, Vereniging Voor Sterrenkunde, 1989)
- Hermann Joseph Klein (1844-1914)
- Rudolf König (1865-1927)
- Zdeněk Kopal (1914-1993)
- Nikolai Aleksandrovich Kozyrev (1908-1983) (ontdekte in 1958 een Transient Lunar Phenomenon in krater Alphonsus)
- Johann Nepomuk Krieger (1865-1902)
- David A. Kring (Atlas of Lunar Sinuous Rilles[63], in samenwerking met Debra M. Hurwitz en James W. Head)
- Gerard Kuiper
- Prabhu S. Kutti (astrofotograaf / maanfotograaf)

### L
- Giulio Cesare Lagalla (1576-1624)[69]
- Carol Lakomiak (astrofotografe / maanfotografe / tekenares van telescopisch waargenomen details op de maan)
- Johann Heinrich Lambert
- Félix Chemla Lamèch (1894-1962)
- Stefan Lammel (maanfotograaf)[70]
- Michael van Langren (Langrenus)
- A. C. Larrieu (de ontdekker van een eerder ongewone oppervlakteformatie omstreeks de krater Polybius K in Rupes Altai, deze oppervlakteformatie kreeg bijgevolg de bijnaam Larrieu's Dam)[71]
- Stephen M. Larson (medewerker van Gerard P. Kuiper's en Ewen A. Whitaker's Consolidated Lunar Atlas[53])
- Paolo Lazzarotti (astrofotograaf / maanfotograaf)
- Bill Leatherbarrow[72]
- Sebastien Leclerc (assistent cartograaf van Giovanni Domenico Cassini, samen met Jean Patigny)
- M. M. Lecouturier (auteur van Carte Générale de la Lune, samen met A. Chapuis, 1860)
- John Lee (1783-1866)
- Thierry Legault (astrofotograaf / maanfotograaf, auteur van Le Grand Atlas de la Lune, 2004, samen met Serge Brunier)
- Christian LeGrand (Virtual Moon Atlas, VMA, 2003) (samen met Patrick Chevalley)
- Raffaello Lena (onderzoeker en ontdekker van koepelheuvels op de maan)
- Albert C. H. Lim (co-auteur Photographic Atlas of the Moon, 2002, in samenwerking met Poon Seng Ang en Siew Meng Chong)
- Yuri Naumovich Lipsky (1909-1978) (bracht de achterzijde van de maan in kaart)
- Moritz Loewy (1833-1907) (werkte samen met Pierre Puiseux aan Atlas Photographique de la Lune, publié par l'Observatoire de Paris, samengesteld aan de hand van de foto's gemaakt met behulp van de equatorial coudé telescoop van het Observatorium van Parijs)[73]
- Wilhelm Gotthelf Lohrmann (1796-1840)
- Nigel Longshaw (medewerker The Philip's Moon Observer's Guide, 2003)
- Sir William Lower (1570-1615)[74]

### M
- Johann Heinrich von Mädler
- Charles Malapert
- Frederic Mallmann (maanfotograaf)
- Medard Martens (maanfotograaf, Vereniging Voor Sterrenkunde, VVS)
- M. Matsui (Photographic Atlas of the Moon, 1960, in samenwerking met S. Miyamoto)[75]
- Thomas Kenneth (Ken) Mattingly II (Command Module Pilot van Apollo 16, gaf beschrijvingen van het door hem waargenomen maanoppervlak gedurende zijn verblijf in de Command Module Casper)
- William Henry Maw (1838-1924) (ontdekte op 15 juni 1913 een kleine rode vlek in krater South ten noorden van de westelijke uitloper van Mare Frigoris)[76][77]
- Tobias Mayer
- Thomas McCague (co-auteur van het boek Sketching the Moon, an astronomical artist's guide, Springer, 2012)
- Thomas Logie McDonald / MacDonald (1902-1973)[78]
- Claude Mellan (1598-1688)
- Giorgio Mengoli (astrofotograaf / maanfotograaf)
- Harry de Meyer (auteur van Maanmonografieën, Vereniging Voor Sterrenkunde, VVS, 1969)
- Barbara Middlehurst (onderzocht samen met Patrick Moore Transient Lunar Phenomena)
- Sakuzo Miyamori (1891-1976) (nam de vallei tussen de kraters Lohrmann en Riccioli waar die al eerder was ontdekt door Rev. H. Wadsworth, en schonk er aldus op een indirekte manier zijn naam aan; de Miyamori vallei)[79]
- S. Miyamoto (Photographic Atlas of the Moon, 1960, in samenwerking met M. Matsui)[75]
- Percy Braybrooke Molesworth / Major Molesworth (1867-1908)[80]
- Geminiano Montanari (1633-1687)
- John Moore (auteur Irregular Mare Patches on the Moon, 2019)
- Patrick Moore (co-auteur The Moon, in samenwerking met Hugh Percy Wilkins)
- Efrain Morales (planetenfotograaf / maanfotograaf)
- Oscar Canales Moreno (astrofotograaf / maanfotograaf)
- Abbé Theophile Moreux (1867-1954)
- Konstantin Morozov (astrofotograaf / maanfotograaf) (Astronominsk Team)[81]
- Karl Müller (1866-1942)
- Maria Clara Müller (1676-1707)
- John Murray (Philip's Moon Map - New Edition, alsook de maankaart in Philip's Moon Observer's Guide, Peter Grego, 2003)

### N
- James Nasmyth (werkte samen met James Carpenter aan driedimensionele weergaven van het maanoppervlak, waarbij vooral aandacht werd geschonken aan de schaduwwerking van kraterranden en bergpieken)
- Edmund Neville Nevill "Neison" (1849-1940)
- Bernard Nomblot (tekenaar van telescopisch waargenomen details op de maan)[82]
- David North (medewerker van Akkana Peck's online site The Hitchhiker's Guide to the Moon)

### O
- Chérubin d'Orléans / François Lasséré (1613-1697)
- Thomas Osypowski (maanfotograaf, nam in 1964 samen met Thomas Pope een hogeresolutiefoto van de Triesnecker rillen)

### P
- Roberto Paletta (maanfotograaf)
- Antoni Paluzie i Borrell (1899-1984) (werkte mee aan Hugh Percy Wilkins's maankraternomenclatuur op diens 300-inch maankaart)
- Bob Paterson (medewerker Philip's Moon Observer's Guide, 2003)
- Jean Patigny (assistent cartograaf van Giovanni Domenico Cassini, samen met Sebastien Leclerc)
- K. C. Pau (maanfotograaf)
- Damian Peach (planetenfotograaf / maanfotograaf)
- Francis Gladheim Pease (1881-1938) (maakte op 15 september 1929 met behulp van de 100-inch reflectortelescoop van het Mount Wilson-observatorium een foto van inslagkrater Copernicus en wijde omgeving, op deze foto van hoge kwaliteit baseerde Eugene Shoemaker zich om diens eerste geologische maankaart te maken)[83]
- Akkana Peck (online site The Hitchhiker's Guide to the Moon)
- Nicolas-Claude Fabri de Peiresc
- Oliver Pettenpaul (maanfotograaf)
- Peucker (gaf de benaming da Vinci aan een kraterrestant ten zuiden van het oostelijke uiteinde van Sinus Concordiae).[23]
- John Phillips (geoloog) (deed telescopische waarnemingen van de maan en maakte gedetailleerde tekeningen van bepaalde kraters)[84]
- William Henry Pickering
- Bob Pilz (maanfotograaf)[85]
- Thomas Pope (maanfotograaf, nam in 1964 samen met Thomas Osypowski een hogeresolutiefoto van de Triesnecker rillen)
- Pavel Presnyakov (maanfotograaf)
- Fred W. Price (auteur van The Moon Observer's Handbook)
- Pierre Puiseux (1855-1928) (werkte samen met Moritz Loewy aan Atlas Photographique de la Lune, publié par l'Observatoire de Paris, samengesteld aan de hand van de foto's gemaakt met behulp van de equatorial coudé telescoop van het Observatorium van Parijs)
- Zac Pujic (maanfotograaf)

### R
- W. L. Rae[86]
- Robert Reeves (astrofotograaf / maanfotograaf)
- Dionís Renart / Dionís Renart i Garcia (1878-1946)
- Anton (Antonius) Maria Schyrleus (Schyrl-Schyrle) de Rheita / Antonín Maria Širek z Reity (1604-1660)
- Giovanni Battista Riccioli
- Philip A. Ringsdore[87]
- George Willis Ritchey (1864-1945) (fotografeerde de maan met de 40-inch Yerkes refractor telescoop te Williams Bay, Wisconsin, USA)[88]
- Erika Rix (co-auteur van het boek Sketching the Moon, an astronomical artist's guide, Springer, 2012)
- J. Hedley Robinson[89]
- Mark Robinson (Lunar Reconnaissance Orbiter Camera, LROC)[90]
- Eric Roel (astrofotograaf / maanfotograaf)
- Michael Rosolina (tekenaar van telescopisch waargenomen details op de maan)
- Lucien Rudaux (1874-1947) (ontwierp een kaart met daarop de subtiele kleuren die zichtbaar zijn tijdens volle maan, deze kaart verscheen in het blad L'Illustration van 1928)[91]
- Antonin Rükl (1932-2016) (auteur van Atlas of the Moon, waarin de naar de Aarde toegekeerde kant van de Maan is opgedeeld in 76 secties)
- John Russell (1745-1806)
- Sally Russell (co-auteur van het boek Sketching the Moon, an astronomical artist's guide, Springer, 2012)
- Lewis Morris Rutherfurd (1816-1892) (pionier van de maanfotografie)

### S
- John M. Saari (Boeing Scientific Research Laboratories) (onderzocht, samen met Richard W. Shorthill, Hot Spots op de naar de Aarde toegekeerde kant van de maan)[92][93]
- Federico Sacco (1864-1948, maakte in 1907 een maankaart) (Antoni Paluzie-Borrell gaf aan krater Scoresby A, nabij de noordpool van de maan, de benaming Sacco)[20]
- Tsuneo Saheki (1916-1996)[79]
- Piergiovanni Salimbeni (co-auteur van het boek Osservare la Luna, in samenwerking met Raffaello Lena)
- Bruno Salque (tekenaar van telescopisch waargenomen details op de maan)
- Anthony G. Sanchez (tekenaar van telescopisch waargenomen details op de maan)
- Samuel Arthur Saunder (1852-1912)
- Christoph Scheiner (1573-1650)
- René Schlumberger (naar wie de Schlumberger domes nabij de komvormige krater Hortensius vernoemd zijn)[94] (Félix Chemla Lamèch gaf aan de komvormige krater Lansberg D de benaming Schlumberger)[95]
- Johann Friedrich Julius Schmidt (1825-1884)
- Johann Hieronymus Schröter
- Schwabe (bestudeerde de maanstad die ontdekt was door Franz von Paula Gruithuisen en maakte daar tekeningen van)[96][97]
- Hans Schwarzenbach (ontwerper van de maankaart voor de Zwitserse firma van cartografie Hallwag)
- Angelo Secchi (maakte een gedetailleerde kaart van de maankrater Copernicus)
- Gerolamo Sersale / Hieronymus Sirsalis (1584-1654)
- Richard W. Shorthill (Boeing Scientific Research Laboratories) (onderzocht, samen met John M. Saari, Hot Spots op de naar de Aarde toegekeerde kant van de maan)
- Avaní Soares (astrofotograaf / maanfotograaf)
- L. H. Spradley (co-auteur Rectified Lunar Atlas: supplement number 2 to the photographic lunar atlas, in samenwerking met E.A.Whitaker, G.P.Kuiper en W.K.Hartmann, 1963)
- Paul Spudis (co-auteur The Clementine Atlas of the Moon, 2004 / 2012, in samenwerking met Ben Bussey)
- William Herbert Steavenson (1894-1975) (gaf de bijnaam Cobra Head aan de "bron krater" van Vallis Schröteri nabij krater Aristarchus)
- Philip J. Stooke / Phil Stooke (auteur van The International Atlas of Lunar Exploration)
- Robert G. Strom[98] (co-auteur Consolidated Lunar Atlas, in samenwerking met G. P. Kuiper en E. A. Whitaker[53])

### T
- J. W. Tapscott (co-auteur van Photographic Lunar Atlas, 1960, in samenwerking met D.W.G.Arthur, G.P.Kuiper, E.Moore, E.A.Whitaker)[99]
- George Tarsoudis (maanfotograaf)[100]
- Haroun Tazieff (geoloog, speleoloog en vulkanoloog H. Tazieff onderzocht mogelijke hexagonale vormen van inslagbekkens op de maan)[101]
- Gérard Therin (1962-2019) (astrofotograaf / maanfotograaf)
- F. H. Thornton[21]
- Eddie Trimarchi (astrofotograaf / maanfotograaf).
- Étienne Léopold Trouvelot (vond de term mur énigmatique uit om een rille te beschrijven die zich aan de donkere kant van de terminator bevindt, maar die toch een weinig zonlicht ontvangt en zich laat zien als een uiterst dun lichtlijntje)[102]
- Ralph Turner (maakte aan de hand van de closeup foto's afkomstig van Ranger 9 driedimensionele weergaven van de vloer en de centrale piek van krater Alphonsus).[103]

### V
- Geert Vandenbulcke[104] (astrofotograaf / maanfotograaf) (Vereniging Voor Sterrenkunde, VVS)
- Gary Varney (astrofotograaf / maanfotograaf)
- Fabrice Vergé-Borderolle (tekenaar van telescopisch waargenomen details op de maan)
- Georges Viscardy (1917-2008) (auteur van de Atlas Guide Photographique de la Lune, 1985)
- Von Schenk (bestudeerde de maanstad van Franz von Paula Gruithuisen en maakte daar een tekening van)[96]
- Tjomme de Vries

### W
- Rev. H. Wadsworth[105] (ontdekte een zogenaamde vallei tussen de kraters Lohrmann en Riccioli: een schaduwgerelateerde oppervlakteformatie die jaren later de benaming Miyamori Vallei zou krijgen, te danken aan Sakuzo Miyamori (1891-1976))
- A. J. M. Wanders (auteur van het boek Op Ontdekking in het Maanland, 1949)
- Thomas William Webb (1807-1885) (auteur van Celestial Objects for Common Telescopes) (T.W.Webb introduceerde de benaming Mons Argaeus[106] voor de oostelijke kaap tussen Mare Serenitatis en Mare Tranquillitatis)
- Ladislaus Weinek
- Mario Weigand (astrofotograaf / maanfotograaf)[107]
- W. H. Wesley (ontwierp de maankaart voor Mary Adela Blagg's Named Lunar Formations)[108]
- John E. Westfall (auteur van Atlas of the Lunar Terminator)
- Grahame Wheatley (medewerker handboek Philip's Moon Observer's Guide, 2003)
- John Adams Whipple (1822-1891) (pionier van de maanfotografie, in samenwerking met William Cranch Bond)
- Ewen Adair Whitaker (1922-2016) (auteur van het boek Mapping and Naming the Moon, a history of lunar cartography and nomenclature, 1999) (bepaalde aan de hand van foto's afkomstig van de Lunar Orbiters de landingsplaats van Apollo 12 ten opzichte van de krater waarin Surveyor 3 eerder was geland)
- Don Edward Wilhelms (co-auteur van Geologic Map of the Nearside of the Moon, 1971, met John F. McCauley)
- Hugh Percy Wilkins (1896-1960) (ontwierp een maankaart met diameter 200-inch)
- Arthur Stanley Williams (1861-1938)[109]
- Mike Wirths (astrofotograaf / maanfotograaf)
- Wilhelmine Witte (1777-1854) (construeerde een maanglobe gebaseerd op Johann Heinrich von Mädler's maankaart)
- Peter T. Wlasuk (auteur van het boek Observing the Moon, Springer, 2000)
- Charles A. Wood (auteur van de 21st Century Atlas of the Moon, samen met Maurice J.S. Collins)
- Robert W. Wood (ontdekte en onderzocht het geelachtig gebied ten noordwesten van Aristarchus (het Aristarchus plateau), en aldus kreeg dit gebied de naam Woods Spot).
- Alfred Merrill Worden (Command Module Pilot gedurende de missie van Apollo 15) (Al Worden gaf, aan boord van het in een baan om de maan draaiende moederschip Endeavour, gedetailleerde beschrijvingen van het door hem waargenomen maanoppervlak, en bepaalde daarmee de landingsplaats voor Apollo 17 nabij de krater Littrow)
- Christopher Wren (construeerde een maanglobe)

### Z
- Ivica Zajac (astrofotograaf / maanfotograaf)
- Carmelo Zannelli (planetenfotograaf / maanfotograaf)[110]